# Pogonaleyrodes fastuosa
Pogonaleyrodes fastuosa es un hemíptero de la familia Aleyrodidae, con una subfamilia: Aleyrodinae.
Pogonaleyrodes fastuosa fue descrita científicamente por primera vez por Takahashi en 1955.